# Одиамбо, Фрэнк
Фрэнк Оньянго Одиамбо (англ. Frank Onyango Odhiambo; род. 29 января 2002, Кения) — кенийский футболист, защитник шведского «Юргордена», выступающий на правах аренды за клуб «Васалунд» и сборной Кении.

## Клубная карьера
Является воспитанником кенийского клуба «Гор Махиа». С 2020 года начал привлекаться к тренировкам основной команды. 12 декабря в первом туре нового чемпионата впервые попал в заявку клуба на матч с «Улинзи Старз», но на поле не появился. Дебютировал в кенийской премьер-лиге 16 мая 2021 года в домашней встрече с «Найроби Сити Старз», появившись на поле в стартовом составе и отыграв все 90 минут. 15 октября принял участие в первом матче второго раунда Кубка Конфедерации КАФ с суданским «Аль-Ахли».
19 января 2022 года Одиамбо подписал контракт со шведским «Юргорденом» сроком на пять лет.

## Карьера в сборных
В конце октября 2020 года был вызван в сборную Кении до 20 лет на предстоящий Чемпионат КЕСАФА в Танзании. На турнире Кения дошла до полуфинала, где уступила сверстникам из Уганды. Одиамбо вышел на игру в стартовом составе.
В августе 2021 года впервые был вызван в национальную сборную Кении на сентябрьские отборочные матчи к чемпионату мира с Угандой и Руандой. 2 сентября Фрэнк попал в заявку на игру с Угандой, но на поле не появился.

## Клубная статистика
| Выступление      | Выступление      | Выступление      | Лига | Лига | Кубки | Кубки | Конт. кубки | Конт. кубки | Итого | Итого |
| Клуб             | Лига             | Сезон            | Игры | Голы | Игры  | Голы  | Игры        | Голы        | Игры  | Голы  |
| ---------------- | ---------------- | ---------------- | ---- | ---- | ----- | ----- | ----------- | ----------- | ----- | ----- |
| Гор Махиа        | Премьер-лига     | 2020/21          | 14   | 0    | 6     | 0     | 0           | 0           | 20    | 0     |
| Гор Махиа        | Премьер-лига     | 2021/22          | 10   | 1    | 0     | 0     | 3           | 0           | 13    | 1     |
| Гор Махиа        | Итого            | Итого            | 24   | 1    | 6     | 0     | 3           | 0           | 33    | 1     |
| Юргорден         | Алльсвенскан     | 2022             | 0    | 0    | 0     | 0     | 0           | 0           | 0     | 0     |
| Юргорден         | Итого            | Итого            | 0    | 0    | 0     | 0     | 0           | 0           | 0     | 0     |
| Всего за карьеру | Всего за карьеру | Всего за карьеру | 24   | 1    | 6     | 0     | 3           | 0           | 33    | 1     |